# Houston Ship Channel
Het Houston Ship Channel is een kanaal in de Amerikaanse staat Texas en is onderdeel van de haven van Houston. Het kanaal is de verbinding voor zee- en binnenvaartschepen tussen de diverse haventerminals in de omgeving van Houston en de Golf van Mexico.

## Beschrijving
Het is een verbrede en verdiepte natuurlijke waterloop die is ontstaan door het uitbaggeren van de Buffalo Bayou en de Galveston Bay. Het beginpunt aan de Golf van Mexico ligt tussen Galveston Island en het schiereiland Bolivar schiereiland en het meest noordelijke punt van het kanaal ligt op ongeveer zes kilometer ten oosten van het centrum van Houston, bij het Turning Basin.
Langs het kanaal liggen diverse terminals en aanlegplaatsen. De belangrijkste algemene terminals zijn Turning Basin, Barbours Cut en Bayport. Er zijn ook terminals in handen van grote bedrijven, zoals het ExxonMobil Baytown Complex en de Deer Park raffinaderij. Goederen die via het kanaal worden getransporteerd zijn petrochemicaliën en graan uit het Middenwesten.
Het kanaal is diverse malen aangepast om steeds grotere schepen veilig te laten passeren. De huidige afmetingen van het kanaal zijn 160 meter breed (530 voet) en 14 meter diep (45 voet). De totale lengte is zo’n 80 kilometer (50 mijl). Over het kanaal liggen vijf bruggen en tunnels.
Jaarlijks maken ongeveer 22.000 zeeschepen gebruik van het kanaal en nog eens 100.000 kleinere schepen. Houston, dit is de combinatie van de haven van Houston en de bedrijfsterminals, was met 288 miljoen ton in 2023 de grootste haven van de Verenigde Staten gemeten naar het overslagvolume.

## Geschiedenis
In 1826 werd Harrisburg gevestigd aan de monding van de waterloop Buffalo Bayou. De plaats werd gebruikt voor de aan- en afvoer van goederen voor de Austin’s Colony. Schepen maakten toen al gebruik van hetzelfde traject waar het kanaal ligt. In januari 1842 werd de haven van Houston opgericht en de stad kreeg toestemming om belemmeringen in de toegang tot de haven te verwijderen. In 1890 nam de Amerikaanse overheid het beheer van het kanaal over.
Eind 19e en begin 20e eeuw werden al baggerwerkzaamheden uitgevoerd zodat grotere schepen de route konden bevaren. Na de Galvestonorkaan in september 1900 werd Houston gezien als een veiligere optie en werden plannen gemaakt voor een groter scheepvaartkanaal. In januari 1910 viel het besluit het traject te verdiepen tot 25 voet. Op 10 november 1914 opende president Woodrow Wilson het Houston Ship Channel, onderdeel van de haven van Houston. Katoen was een belangrijk product dat de haven passeerde, maar in de Eerste Wereldoorlog leidde de grote vraag naar olie en brandstoffen naar veel verkeer op het scheepskanaal.
Het United States Army Corps of Engineers bracht in 1922 de diepte van het kanaal op 30 voet. In 1933 volgde een verdere verdieping naar 34 voet en werd het kanaal tegelijk verbreed van 250 tot 400 voet. Dit project werd eind 1935 voltooid. 
Tijdens de Tweede Wereldoorlog waren er twee grote scheepswerven actief. Todd Houston Shipbuilding bouwde voornamelijk Liberty-schepen en Brown Shipbuilding maakte veel torpedobootjagers, onderzeebootjagers en landingsvaartuigen.
De nabijheid van de olievelden van Texas leidde tot de vestiging van talrijke raffinaderijen en petrochemische complexen. In 1930 stonden er negen raffinaderijen langs het scheepskanaal.
Halverwege de 20e eeuw was de haven van Houston uitgegroeid tot de belangrijkste haven van de staat. De havens van Galveston en Texas City, dichter bij de Golf van Mexico, namen in belang af.
Het drukke scheepvaart verkeer leidde tot gevaarlijke situaties en vervuiling. Tussen 1969 en 1972 werden ongeveer 700 scheepsongelukken geregistreerd en in de jaren 1980 en 1990 kreeg het kanaal steeds meer aandacht door een reeks olielozingen, explosies en botsingen tussen tankers, vracht- en binnenvaartschepen.
In 1987 werd het kanaal door de American Society of Civil Engineers aangewezen als een National Civil Engineering Landmark.

## Trivia
Langs het kanaal ligt het museumschip USS Texas (BB-35). Het schip werd tijdens beide wereldoorlogen gebruikt en is het enige nog bestaande slagschip van het type dreadnought.